# In the Minds of Evil
In the Minds of Evil è l'undicesimo album in studio del gruppo musicale death metal statunitense Deicide, pubblicato nel 2013. 

## Tracce
Testi di Glen Benton, musica degli artisti indicati.
1. In the Minds of Evil – 3:52 (musica: Kevin Quirion)
2. Thou Begone – 3:43 (musica: Quirion, Jack Owen)
3. Godkill – 3:11 (musica: Quirion, Owen)
4. Beyond Salvation – 2:58 (musica: Owen)
5. Misery of One – 3:21 (musica: Quirion)
6. Between the Flesh and the Void – 3:54 (musica: Owen, Quirion, Benton)
7. Even the Gods Can Bleed – 2:58 (musica: Quirion, Steve Asheim)
8. Trample the Cross – 3:00 (musica: Asheim)
9. Fallen to Silence – 3:09 (musica: Owen, Benton)
10. Kill the Light of Christ – 3:30 (musica: Asheim)
11. End the Wrath of God – 3:13 (musica: Quirion)

## Formazione
- Glen Benton – voce, basso
- Steve Asheim – batteria
- Jack Owen – chitarra
- Kevin Quirion - chitarre